# Tetraria robusta
Tetraria robusta là loài thực vật có hoa trong họ Cói. Loài này được (Kunth) C.B.Clarke miêu tả khoa học đầu tiên năm 1894.